# Georg Menzer
Georg Menzer (* 4. Mai 1897 in Riga; † 13. Oktober 1989 in Gauting) war ein deutscher Kristallograph und Mineraloge.
Georg Menzer war ein Sohn des Elektromeisters Heinrich Menzer (1875–1942) und dessen Ehefrau Adele Reinolt (1876–1952). Da er 1918 wegen angeblichen Landesverrats aus Riga ausgewiesen wurde, konnte er erst 1920 in Stettin das Abitur ablegen. Nach dem Studium der Physik, Chemie und Mineralogie wurde Menzer 1927 zum Leiter des Deutschen Instituts für Edelsteinforschung bei der Universität Berlin ernannt. 1930 wurde er hier promoviert. Ein Jahr später erfolgte seine Habilitation. Menzer wurde wissenschaftlicher Mitarbeiter am Kaiser-Wilhelm-Institut für Physik bei Max von Laue und 1940 zum außerordentlichen Professor ernannt.
1947 ging Menzer nach Tübingen, zwei Jahre später wurde er ordentlicher Professor für Kristallographie und Mineralogie an der Universität München. Gleichzeitig wurde er Direktor der dortigen Mineralogischen Staatssammlung. 1963 wurde er emeritiert.
Die bedeutendsten wissenschaftlichen Arbeiten Menzers sind die Strukturanalysen des Granats und des Eulytins. Er war von 1940 bis 1945 und von 1954 bis 1977 Mitherausgeber der Zeitschrift für Kristallographie. 1959 wurde Menzer Mitglied der Bayerischen Akademie der Wissenschaften.
Das Mineral Menzerite-(Y) der Granat-Strukturgruppe ist nach Georg Menzer benannt.